# Peter Leitner
Pour les articles homonymes, voir Leitner (homonymie).
Peter Leitner, né le 5 janvier 1956 à Oberstdorf (RFA), est un sauteur à ski allemand.

## Biographie
Il représente le club de sa ville locale Oberstdorf. Au niveau international, il défend les couleurs de l'Allemagne de l'Ouest, notamment aux Jeux olympiques d'hiver de 1980, se classant 19e et 18e. En 1979-1980, il participe à la Tournée des quatre tremplins, sans obtenir de résultat significatif, avant de marquer ses premiers points dans la Coupe du monde avec une sixième place à Lahti. Il finit cette saison par une deuxième place sur le concours de Strbske Pleso, soit son premier et unique podium à ce niveau. Il termine sa carrière internationale avec se résultat.
Il est aussi cinq fois champion de RFA entre 1976 et 1980.
Il développe la réputation d'un sauteur souvent excellent à l'entraînement, mais moins bon en compétition.
En 1978, il commence à travailler dans l'usine de son père, une verrerie, en tant qu'artiste et peintre.

## Palmarès

### Jeux olympiques
| Épreuve / Édition | Lake Placid 1980 |
| Petit tremplin    | 19e              |
| Grand tremplin    | 18e              |

### Coupe du monde
- Meilleur classement général : 24e en 1980.
- 1 podium individuel : 1 deuxième place.

#### Classements généraux
| Compet'/Année | Compet'/Année | Classement général | Classement général |
| ------------- | ------------- | ------------------ | ------------------ |
| Compet'/Année | Compet'/Année | Class.             | Points             |
| 1980          | 1980          | 24e                | 46                 |